# Lingonbacka
Lingonbacka är en gård i Järlåsa socken, Uppsala kommun, och var tidigare platsen för ett pappersbruk.

## Historik
Den 19 januari 1754 fick Johan Schick, tillstånd till anläggande av ett pappersbruk vid Lingonbacka. Schick avled redan efter några år, och Lingonbacka övergick då i direktören, slussbyggmästaren och tecknaren Johan Ulfströms ägo. Troligen kom dock ingen produktion till stånd. i en Förteckning på pappersbruken i riket och deras tilwärkning för åren 1755, 1756 och 1757 från 1757 anges Ulfströms ej i gång. Omkring 1759 övertas dock pappersbruket av akademikirurgen Carl Niclas Hultman (1696-1770), och denne uppvisade 6 februari 1760 en förteckning på 102 ris tryckpapper och 40 ris skrivpapper som tillverkats under 1759 vid hans pappersbruk. 1762-63 ingick Hultman kompanjonskap med sin svåger akademiboktryckaren i Uppsala Evald Ziervogel (1728-1765). Denne löste 1765 ut svärfadern, men avled redan 1765, och hans änka ansåg sig inte i stånd att kunde driva pappersbruket vidare. I samband med bouppteckningen anges byggnaderna vid bruket vara mestadels i sten, och värderas till 50.000 daler k.m. och inventarierna till 2.312 daler k.m. Änkan överlät driften till akademikirurgen Hultman, som drev det fram till sin död, och då lämnade det i arv till sin son med samma namn, assessorn och brukspatronen Carl Niclas Hultman (död 1799).
I sitt testamente förordnade Hultman att Lingonbacka skulle delas mellan systerdottern Christina Juliana von Zeipel (född Ziervogel) och systern Brita Margareta Ström (född Hultman). Efter Ströms död tillföll hennes del systerdottersönerna Samuel Fredrik Ziervogel, Carl Evald Ziervogel och Egidus Benedictus Ziervogel.
Det blev dock Johan Fredrik von Zeipel (1755-1818), gift med Christina Juliana Ziervogel som övertog bruket 1810. Han hade tidigare varit ägare till Sölvesborgs fajansfabrik, och kommit till Järlåsa 1790 sedan han ingått kompanjonskap med Olof Petter Rothenburg Rudbeck i driften av Vänge-Gustafsbergs porslinsfabrik. Zeipel var en driftig företagare, och drev pappersbruket med framgång. Han bodde i Lingonbacka om somrarna, medan han på vintrarna var bosatt i Uppsala, där han var hälftenägare i akademiska bokhandeln. Zeipel drev även ett sågverk och ett garveri vid Lingonbacka. Vid Johan Fredrik von Zeipels död övertogs driften av sonen, Carl von Zeipel. Carl von Zeipel var mindre intresserad av företagsdriften och mera av författandet och poesin, och 1837 arrenderade han ut papperbruket till en magister Ramström och en handlare Björck. Nu började pappersbrukets nedgång. Vid Zeipels död sägs denne på sju år inte fått någon aktieutdelning, och arrendatorerna hade under sina år i ledningen inte lämnat någon redogörelse för driften.
År 1854 övertogs pappersbruket av Anders Engström, en traktör i Kvarnbo. Han gjorde senare konkurs, och 1869-72 drevs bruket av Engströms konkursförvaltare. 1873-1877 ägdes Lingonbacka av handlaren Carl Fredrik Sjögren. Denne lämnade 1878 över driften till A. B. Sidenmark, men behöll själv Lingonbacka gård. Sidenmark ingick 1879 kompanjonskap med Carl Gustaf Pira, men detta blev brukets sista år. Natten mellan 27 och 28 juni brann papperbruket, och blev aldrig återuppbyggt. Sågen och kvarnen kom dock att drivas vidare under ett antal år.
Utöver nämnda verksamhet fanns 1839-40 även en spelkortsfabrik vid Lingonbacka, och 1840 även en Läderfabrik.